# Jerneja Perc
Jerneja Perc, slovenska atletinja, * 17. februar 1971, Celje, † 29. november 2009.
Perčeva je sprva trenirala umetnostno drsanje, kasneje pa je pri ŽAK Ljubljana trenirala atletiko pod vodstvom trenerja Srdjana Djordjevića. 
Leta 1996 je na Evropskem dvoranskem prvenstvu v atletiki v Stockholmu osvojila bronasto medaljo v teku na 60 m, kar je bilo prvo odličje za Slovenijo na dvoranskih prvenstvih.
Leta 1996 je za Slovenijo nastopila na Poletnih olimpijskih igrah v Atlanti, kjer je nastopila v teku na 100 metrov in tam v petem krogu predtekmovanja osvojila šesto mesto.
Po končani aktivni športni karieri je postala vaditeljica vadbe pilatesa. S sestro Špelo je v Ljubljani vodila svoj vadbeni center.